# Natalia Shustova

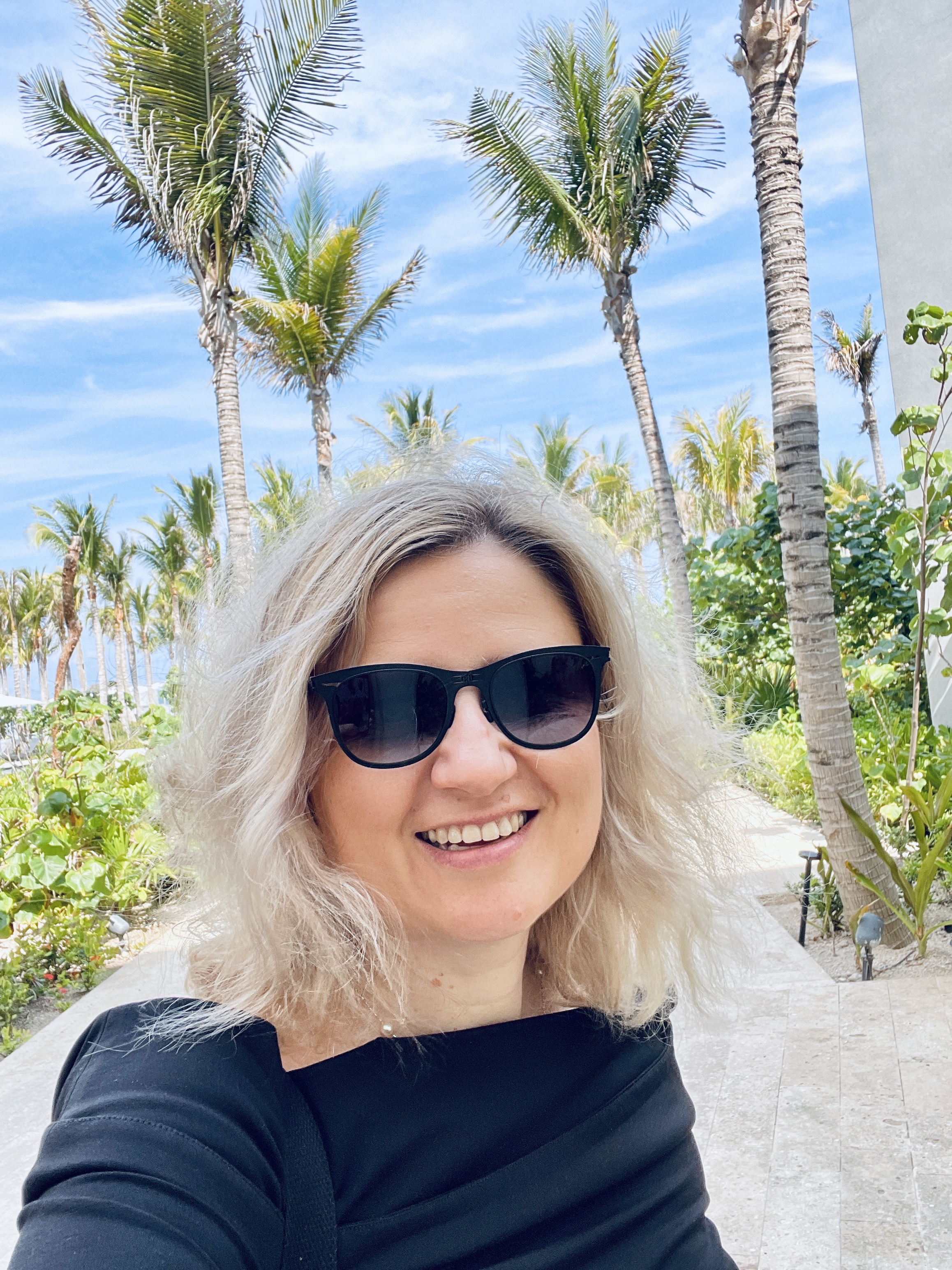
Natalia B. Shustova es Profesora Asociada de Química en la Universidad de Carolina del Sur. Desarrolla materiales para la conversión de energía sostenible, como los metal–organic frameworks, covalent organic frameworks y el grafito.

Natalia B. Shustova es Profesora Asociada de Química en la Universidad de Carolina del Sur. Desarrolla materiales para la conversión de energía sostenible, como los metal–organic frameworks, covalent organic frameworks y el y grafito.

## Biografía
Shustova estudió ciencia de materiales en la Universidad Estatal de Moscú, donde obtuvo un máster en 2005. Cursó un doctorado en fisioquímica en la misma universidad. Posteriormente, se trasladó a los Estados Unidos y se matriculó en la Universidad Estatal de Colorado. Allí se especializó en química inorgánica y obtuvo un segundo doctorado investigando la química del fullereno bajo la supervisión de Steve Strauss en 2010. Fue nombrada asociada de investigación postdoctoral en el Instituto de Tecnología de Massachusetts, donde trabajó en el laboratorio de Mircea Dincă hasta 2013.

## Trayectoria Científica
En 2013, Shustova obtuvo el puesto de Profesor Asistente de Química en la Universidad de Carolina del Sur. Su trabajo se centra en materiales para la conversión de energía sostenible, como los metal–organic frameworks, covalent organic frameworks y los materiales híbridos de grafito. Shustova investiga el control morfológico de las heterouniones en células fotoeléctricas a gran escala, así como el diseño de conjuntos de cromóforos para controlar la transferencia de energía de resonancia de Förster. Shustova fue promovida a Profesora Asociada la Peter y Bonnie McCausland en 2019. Su trabajo más reciente ha incluido materiales semiconductores de tipo N (donantes) y de tipo P (aceptores) con superficies π integradas. Estas estructuras ofrecen cristalinidad, grandes áreas en superficie y propiedades electrónicas ajustables, y pueden lograr una buena conductividad eléctrica.

## Premio y honores
Entre sus premios y honores destacan:
- 2017 Socio Scialog[7]
- 2017 Premio a la innovación de la Universidad de Carolina del Sur[8]
- 2017 Premio Académico Cottrell[9]
- 2019 Beca de investigación Sloan[10]
- 2019 Premio Camille Dreyfus para Profesores-Académicos[11]
- 2019 Beca McCausland[12]
- 2019 Premio al mentor de investigación de grado de la Universidad de Carolina del Sur[13]

## Publicaciones destacadas
Entre sus publicaciones y honores destacan:
- Natalia B., Shustova; McCarthy, Brian; Dincă, Mircea (22 de noviembre de 2011). «Turn-on fluorescence in tetraphenylethylene-based metal–organic frameworks: an alternative to aggregation-induced emission». Journal of the American Chemical Society 133: 20126-20129.
- Natalia B., Shustova; Anthony F., Cozzolino; Dincă, Mircea (30 de agosto de 2013). «Selective turn-on ammonia sensing enabled by high-temperature fluorescence in metal–organic frameworks with open metal sites». Journal of the American Chemical Society 135: 13326-13329.
- Dolgopolova, Ekaterina A.; Rice, Allison M.; Shustova, Natalia (2018). «Photochemistry and photophysics of MOFs: steps towards MOF-based sensing enhancements». Chemical Society Reviews 47: 4710-4728.

Es editora asociada de la revista Materials Chemistry Frontier de la Royal Society of Chemistry.